# 澳門2006年度頒授勳章、獎章和獎狀名單
澳門特別行政區2006年度勳章、獎章和獎狀名單於2006年12月19日由行政長官簽署行政命令，在《澳門特別行政區政府公報》公布，共有32名社會人士和實體獲授勳，表揚他們在個人成就、社會貢獻或服務澳門特別行政區方面的傑出表現。而頒授儀式於2007年2月2日在澳門文化中心大劇院舉行。

## 授勳名單

### 榮譽勳章
大蓮花榮譽勳章
- 崔德祺

### 功績勳章
專業功績勳章
- 艾維斯
- 盧德華

工商功績勳章
- 山度士
- 馬有禮
- 莫均益

旅遊功績勳章
- 周錦輝
- 梁燦光
- 關恩賜
- 澳門旅遊塔會展娛樂中心

教育功績勳章
- 李祥立，澳門培正中學校長
- 蘇輝道神父
- 關笑紅

文化功績勳章
- 李萊德
- 查偉革

仁愛功績勳章
- 郭騰機（釋機修）大師
- 黎鴻昇主教，天主教澳門教區主教
- 藍欽文牧師

體育功績勳章
- 阮愛武

### 傑出服務獎章
勞績獎章
- 安東尼
- 黃慧娟
- 關冰霏

### 獎狀
榮譽獎狀
- 安滕健太（日语：安藤健太）
- 沈良輔
- 榊原史博
- Mohammadreza Rashidnia

功績獎狀
- 朱志偉
- 何司行
- 李楠
- 李鴻燦
- 潘麗芬
- 澳門愛心之友協進會